# Zombie no Afureta Sekai de Ore Dake ga Osowarenai
Zombie no Afureta Sekai de Ore Dake ga Osowarenai (ゾンビのあふれた世界で俺だけが襲われない Zonbi no Afureta Sekai de Ore Dake ga Osowarenai?), es una serie de novelas ligeras japonesas escritas por Rokuro Uraji e ilustradas por Saburō. Comenzó a serializarse en línea en enero de 2013 en la sección para adultos masculinos Nocturne Novels del sitio web de publicación de novelas generadas por usuarios Shōsetsuka ni Narō. Más tarde fue adquirida por Frontier Works, que la ha publicado desde febrero de 2016 bajo su sello Nox Novels. Una adaptación a manga con arte de Chihiro Masuda se ha serializado en línea a través del sitio web Comic Ragchew de Frontier Works desde junio de 2021. Una adaptación de la serie al anime se estrenará en 2026.

## Sipnosis
La vida cotidiana de Takemura, un oficinista que odia a la gente, cambia en un instante. Antes de darse cuenta, se encontró en un mundo repleto de zombies y además, por alguna razón, es el único ser humano que no es atacado por zombies.
"¿Ayudar a la gente? ¿Qué es eso? Viviré en este mundo como quiera". En un mundo apocalíptico donde la civilización está al borde del colapso, Takemura inesperadamente adquiere un gran poder. ¿Es el único que vive su vida ocultando el hecho de que no será atacado, es un héroe o...?

## Personajes
Yūsuke Takemura (武村雄介 Takemura Yūsuke?)
Mitsuki Fujino (藤野深月 Fujino Mitsuki?)
Tokiko Kurose (黒瀬時子 Kurose Tokiko?)
Sayaka Makiura (牧浦さやか Makiura Sayaka?)

## Contenido de la obra

### Novelas ligeras
Escrita por Rokuro Uraji, Zombie no Afureta Sekai de Ore Dake ga Osowarenai comenzó a publicarse en línea a través del sitio web de publicación de novelas generado por el usuario Shōsetsuka ni Narō, en la sección para adultos masculinos Nocturne Novels, el 13 de enero de 2013. La serie fue adquirida más tarde por Frontier Works, quien comenzó a publicar las novelas con ilustraciones de Saburō el 12 de febrero de 2016, bajo su sello Nox Novels. Hasta la fecha se han publicado tres volúmenes.

#### Lista de volúmenes
| Volúmenes de novelas ligeras publicadas | Volúmenes de novelas ligeras publicadas | Volúmenes de novelas ligeras publicadas |
| Número                                  | Fecha de lanzamiento                    | ISBN                                    |
| --------------------------------------- | --------------------------------------- | --------------------------------------- |
| 1                                       | 12 de febrero de 2016                   | ISBN 978-4-86134-860-0                  |
| 2                                       | 12 de agosto de 2016                    | ISBN 978-4-86134-901-0                  |
| 3                                       | 11 de marzo de 2017                     | ISBN 978-4-86134-986-7                  |

### Manga
Una adaptación a manga ilustrada por Chihiro Masuda comenzó a serializarse en línea a través del sitio web Comic Ragchew de Frontier Works el 25 de junio de 2021. Sus capítulos individuales se han recopilado en cuatro volúmenes tankōbon hasta la fecha.

#### Lista de volúmenes
| Volúmenes de manga publicados | Volúmenes de manga publicados | Volúmenes de manga publicados |
| Número                        | Fecha de lanzamiento          | ISBN                          |
| ----------------------------- | ----------------------------- | ----------------------------- |
| 1                             | 4 de marzo de 2022            | ISBN 978-4-86-657524-7        |
| 2                             | 4 de enero de 2023            | ISBN 978-4-86-657628-2        |
| 3                             | 5 de febrero de 2025          | ISBN 978-4-86-657736-4        |
| 4                             | 4 de abril de 2025            | ISBN 978-4-86-657849-1        |

### Anime
El 1 de febrero de 2024 se anunció una adaptación de la serie al anime. Se estrenará en 2026 en AT-X.

## Recepción
En febrero de 2024, la serie tenía más de 380.000 copias en circulación.